# Балаж, Петер (политик)
Пе́тер Ба́лаж (венг. Balázs Péter; род. 5 декабря 1941, Кечкемет, Венгрия) — венгерский политик, министр иностранных дел Венгрии с 16 апреля 2009 по 29 мая 2010 года. Недолгое время был европейским комиссаром по региональному развитию.

## Биография
В 1963 году окончил Университет экономических наук им. Карла Маркса в Будапеште, после чего работал в сфере внешней торговли. В 1994—1996 годах был послом в Дании, в 1997—2000 годах — в Германии. С 2000 года также преподавал в нескольких вузах Венгрии. В 2003 году был назначен постоянным представителем страны в Евросоюзе и занимал эту должность до вступления в него Венгрии 1 мая 2004 года, после чего получил должность европейского комиссара по региональному развитию. Сложил полномочия осенью того же года в связи с окончанием деятельности комиссии Романо Проди. Место Балажа как представителя Венгрии занял Ласло Ковач.
16 апреля 2009 года был назначен министром иностранных дел Венгрии.
Балаж является автором нескольких монографий, преимущественно по вопросам европейской политики и её экономическим аспектам. Хабилитированный доктор Будапештской школы экономики (2000), доктор Венгерской академии наук (2003). Кроме венгерского языка, владеет также английским, немецким, русским и французским.